# Orazio De Rossi
Orazio De Rossi (Diano Castello, 1561 – Genova, 1626) è stato un pittore italiano, attivo nel Ponente ligure nel XVI e XVII secolo.

## Vita ed opere
Orazio De Rossi era l'ultimo discendente di una genealogia di artisti attivi nel Ponente ligure. Ereditò dal padre Giulio De Rossi, scomparso nel 1591, la conduzione della bottega d'arte fondata a Diano Castello oltre mezzo secolo prima dal nonno, il maestro fiorentino Raffaello De Rossi. Con l'avvento di Orazio però l'attività artistica del laboratorio dianese finì per scadere decisamente di qualità, riducendosi a un decoroso mestiere per il confezionamento di quadri destinati per lo più a modesti oratori dei dintorni.
Sono da attribuire a Orazio De Rossi, oltre alla collaborazione col padre in diversi dipinti degli anni ottanta, la Pala della Vergine di Pornassio (1591); l'ancona iniziata dal genitore e da lui conclusa nel 1594 per la chiesa dei Porcili, piccola borgata dianese; la Pala della Vergine di Camporondo, un polittico eseguito nel 1598 per la  Società di Sant'Antonio fondata nella chiesa di Castellaro; una Pala del Rosario per Villa Faraldi (1601-1603); altri quattro quadri di uguale soggetto per Diano Castello (1605), Pairola (San Bartolomeo al Mare, 1608), Diano Calderina e Rollo; la Pala della Vergine per Rollo; la Pala di Santa Lucia della Pineta (Diano Castello, 1613); una Madonna col Bambino ora in collezione privata; un ciborio  realizzato  nel 1613 per la chiesa parrocchiale di Diano Arentino, un grande tabernacolo in legno lavorato e dipinto, alto e metri  mezzo, per la chiesa parrocchiale di San Bartolomeo al Mare (1617-18) e infine gli stemmi della comunità sulla porta principale del paese di Diano Castello (1625).
Orazio De Rossi inoltre si è distinto per il suo impegno nella vita comunitaria, ricoprendo cariche di prestigio nella  comunità di Diano Castello. Nel 1625 però, nel corso del conflitto tra la Repubblica di Genova e i Savoia per il dominio sul Ponente ligure, egli si schierò apertamente dalla parte dei franco-piemontesi; quando le truppe liguri riconquistarono quel territorio, fu arrestato, condotto a Genova e rinchiuso nel carcere criminale per diversi mesi, in attesa di essere processato per tradimento. In quel frangente contrasse una fastidiosa febbre che lo divorò rapidamente e il suo ricovero nell'ospedale cittadino, avvenuto quando era ormai moribondo, servì soltanto a evitargli di morire in cella. 
I suoi lavori, per i motivi comuni al padre e al nonno, sono stati ricondotti in passato all'immotivato pseudonimo "Pancalino", originato dall'errata interpretazione della iscrizione apposta alla base di un dipinto eseguito dal padre per la chiesa di Deglio Faraldi.